# Balboa (monnaie)
Pour les articles homonymes, voir Balboa.

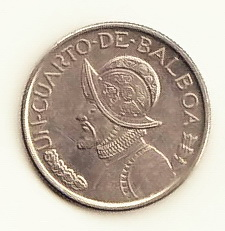

Le balboa est la monnaie officielle du Panama. La devise a été introduite en 1904, afin de remplacer le peso colombien.
 Son code ISO 4217 est PAB. Il est divisé en 100 centimes (en espagnol : centésimos).
Le balboa a cours légal au Panama tout comme le dollar américain. Son symbole est un B barré verticalement, ‹ ฿ ›, ou alternativement ‹ B/. ›.
Créée par la Convention nationale de 1904, la devise rend hommage à l'explorateur espagnol Vasco Nuñez de Balboa.
Depuis sa naissance, le balboa est à parité avec le dollar américain. Le Panama a été le deuxième pays d'Amérique dont l'économie a été dollarisée. Sont actuellement en circulation des pièces de 1, 5, 10, 25 et 50 centimes, qui ont mêmes poids, taille et composition que les pièces américaines. Il n'y a pas de billets : ce sont les dollars américains qui sont utilisés pour les multiples de 1 balboa.
En 1966, le Panama a suivi les États-Unis et a changé la composition métallique de ses pièces. De nouvelles pièces de 1 balboa ont été alors délivrées pour la première fois depuis 1947. En 1973, des pièces d'un demi-balboa en cupro-nickel ont été introduites. De nouvelles éditions de la pièce de 1 balboa en cupro-nickel ont été réalisées à partir de 1982.